# Vyšná Rybnica
Vyšná Rybnica, do roku 1927 též Vyšné Rybnice (maďarsky Felsőhalas, do roku 1907 Felsőribnyice, 1939-1945 Felsőribnice), je obec v okrese Sobrance na Slovensku. V obci je řeckokatolický kostel Narození Přesvaté Bohorodičky.

## Geografie
Obec leží ve Východoslovenské pahorkatině v severovýchodní části Východoslovenské nížiny, na říčce Okna. Velká část katastrálního území obce leží ve Vihorlatských vrchách, v CHKO Vihorlat. V katastrálním území obce je národní přírodní rezervace – jezero Morské oko a přírodní rezervace Machnatý vrch.

## Historie
Vyšná Rybnica byla založena ve 2. polovině 14. století a jako Rybnychke byla poprvé písemně zmiňována v roce 1419. Mezi další historické názvy patří Kysrebnicze (1449), Kysrybnyche (1520) a Horní Rybnice (1808). V roce 1427 bylo zaznamenáno 11 port. V roce 1715 zde byly tři mlýny, v roce 1828 zde bylo 50 domů a 429 obyvatel, kteří pracovali jako zpracovatelé dřeva, chovatelé dobytka a lesní dělníci.
Do roku 1918 obec patřila do Užské župy, resp. Užhorodské stolice, v Uhersku, a poté přešlo do nově vzniklého Československa. I v období první Československé republiky se obyvatelé drželi tradičních zdrojů příjmů. V letech 1939-1944 byla obec součástí Maďarska.